# Lesjaskogsvatnet
El Lesjaskogsvatnet (literalment, el boscós llac de Lesja) és un llac de Noruega, situat a les capçaleres del Gudbrandsdalslågen, així com del riu Rauma. El Gudbrandsdalslågen flueix a través del fons de la vall de Gudbrandsdal, que acaba al llac Mjøsa. El llac té dues sortides: Flueix tant a Orient cap al Gudbrandsdalslågen i a l'oest al riu Rauma a la vall de Romsdal.